# Henri Lebesgue

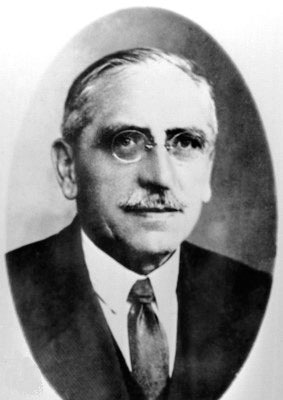
Henri Lebesgue

Henri Léon Lebesgue (ur. 28 czerwca 1875 w Beauvais, zm. 26 lipca 1941 w Paryżu) – francuski matematyk, członek Francuskiej Akademii Nauk, profesor Sorbony i Collège de France. Zajmował się głównie analizą – był pionierem teorii miary i opartego na niej pojęcia całki, co upamiętniają nazwy miary Lebesgue’a i całki Lebesgue’a. Prowadził również badania w innych obszarach analizy jak analiza harmoniczna – konkretniej teoria szeregów Fouriera – oraz rachunek wariacyjny. Ma również wkład do topologii – jedno z podstawowych pojęć teorii wymiaru zostało nazwane wymiarem Lebesgue’a.

## Życiorys
Ojciec Lebesgue’a zmarł na gruźlicę, gdy ten był jeszcze dzieckiem – matka musiała samodzielnie dokładać starań, by umożliwić naukę zdolnemu synowi. Ciężkie dzieciństwo odbiło się jednak na zdrowiu Lebesgue’a, który całe życie cierpiał z powodu różnych dolegliwości. Po ukończeniu szkoły średniej studiował na Ecole Normale Supérieure, którą ukończył w roku 1897.
W latach 1899–1902 pracował w szkole prywatnej w Nancy, a jednocześnie pracował nad teorią miary. Wyniki opublikował w kwietniu 1901 roku w pracy Sur une généralisation de l’intégrale définie („O uogólnieniu całki oznaczonej”), gdzie podał konstrukcję tego, co dziś nosi nazwę całki Lebesgue’a. Praca ta stanowiła część opublikowanej rok później dysertacji Intégrale, longueur, aire („Całka, długość, pole”) obronionej w 1902 roku na Uniwersytecie w Nancy, w której rozwinął swoje idee. Otworzyło to drogę do powstania całej dziedziny zwanej teorią miary i – niemożliwych wówczas do przewidzenia – zastosowań w matematyce i poza nią. Ceną za to nowe i bardzo silne narzędzie matematyczne jest znacznie większy podkład teoretyczny potrzebny do jego wprowadzenia. Po pewnym czasie Lebesgue przestał interesować się swoją całką, a w latach międzywojennych jego teorie najbardziej popularne były nie w Paryżu, ale – za sprawą polskiej szkoły matematycznej – we Lwowie.
Po doktoracie objął posadę na uniwersytecie w Rennes. W roku 1903 ożenił się z siostrą kolegi ze studiów, z którą miał dwoje dzieci: Suzanne i Jacques’a; małżeństwo to rozpadło się w roku 1916. W roku 1910 objął posadę wykładowcy analizy matematycznej na Sorbonie, a po wojnie, w roku 1921 otrzymał stanowisko profesora matematyki w Collège de France, które zajmował aż do śmierci.

## Teoria całkowania

Przybliżanie całki Riemanna przez pola obszaru prostokątów

Funkcja prosta w całce Lebesgue’a – kawałki dziedziny odpowiadające zadanej wartości nie muszą już być odcinkami

W uproszczeniu całkowanie oznacza proces obliczania pola pod wykresem funkcji określonej na zadanym odcinku (zbiorze). Choć pierwsze rachunki tego typu były przeprowadzane już przez Archimedesa w starożytności, to systematyczne podejście do tego zagadnienia i wydajne metody obliczeń zostały przedstawione w dopiero XVII wieku przez Isaaca Newtona i Gottfrieda Wilhelma Leibniza. W przeciwieństwie do opartej na geometrii euklidesowej metodzie wyczerpywania Archimedesa (zakładała ona wysoki stopień symetrii, przez co miała ograniczone zastosowania), pochodzący od Newtona i Leibniza rachunek całkowy nie miał ścisłych podstaw.
W XIX wieku Augustinowi Cauchy’emu i – przede wszystkim – Karlowi Weierstrassowi udaje się zdefiniować pojęcie granicy. Umożliwia to Bernhardowi Riemannowi, w wydanej rok po jego śmierci pracy, sformalizowanie tego, co dziś nazywa się całką Riemanna. Idea całkowania według tego ostatniego polega na wypełnianiu prostokątami obszaru pod wykresem, a następnie wzięciu granicy sum uzyskanych pól (zob. ilustracje). Istnieją jednakże funkcje, dla których całkowity obszar tak branych prostokątów nie dąży w granicy do jednej liczby; oznacza to, że funkcje te nie mają całki Riemanna.
Powyższa definicja, choć dość dobrze odpowiada intuicji „pomiaru pola”, ma również istotne ograniczenia. Najważniejszym jest „mała elastyczność” operacyjna objawiająca się problemami podczas wyznaczania całek z granicy ciągu funkcji; w szczególności całka z funkcji granicznej może w ogóle nie istnieć. Kwestia ta miała pierwszorzędne znaczenie w powstającej pod koniec XIX wieku teorii szeregów Fouriera; dziś z kolei jest ona istotna dla całej sfery zastosowań tych szeregów, np. w przetwarzaniu sygnałów. Inna postać tego ograniczenia to stosunkowo uboga klasa funkcji całkowalnych, tzn. takich, dla których definicja całki prowadzi do obliczenia konkretnego rezultatu. Ponadto całka Riemanna może być określona jedynie w przestrzeni euklidesowej, tymczasem całe działy matematyki – jak np. probabilistyka – opierają się na pojęciu całki dla funkcji określonych na dużo bardziej abstrakcyjnych przestrzeniach.
Niebagatelną częścią konstrukcji całki Lebesgue’a było przedefiniowanie pojęcia miary, która stanowi rozszerzenie idei długości przedziału na obszerną klasę zbiorów nazywanych zbiorami mierzalnymi (funkcje proste, służące w konstrukcji całki przybliżaniu bardziej skomplikowanych funkcji, przyjmują skończenie wiele wartości, a każda z nich przyjmowana jest na zbiorze mierzalnym). Technika Lebesgue’a przekształcania miary w całkę daje się łatwo uogólniać prowadząc tym samym do współczesnej teorii miary.
Mimo swoich niewątpliwych zalet całka Lebesgue’a ma jedną istotną wadę. Całkę Riemanna uogólnia się do całki niewłaściwej Riemanna, aby móc całkować funkcje, których dziedziną nie jest przedział domknięty. Choć całka Lebesgue’a wielu tego rodzaju funkcji istnieje (zawsze dając ten sam rezultat co całka Riemanna), to nie obejmuje wszystkich z nich. Ogólniejszą, określoną na prostej rzeczywistej całką jest całka Henstocka (oparta raczej na pomyśle Riemanna), która stanowi rozszerzenie tak całki Lebesgue’a, jak i Riemanna. Jest ona ściśle uzależniona od szczególnych cech uporządkowania prostej, przez co nie można jej uogólnić do całkowania w ogólniejszych przestrzeniach (jak np. rozmaitości), podczas gdy całka Lebesgue’a uogólnia się na takie przestrzenie w naturalny sposób.

## Zobacz też

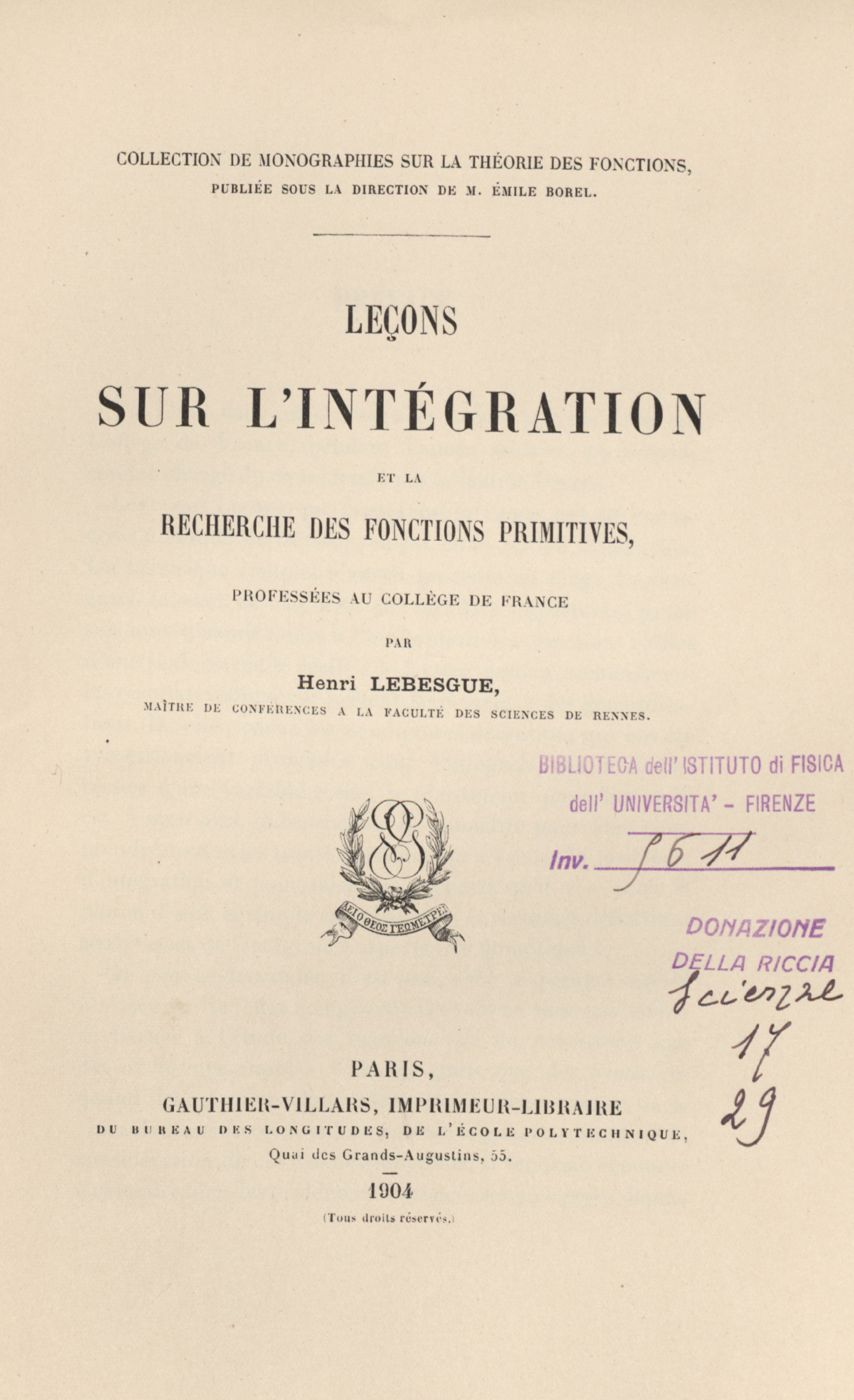
Leçons sur l'integration et la recherche des fonctions primitives, 1904